# Synuchus dubius
Synuchus dubius är en skalbaggsart som beskrevs av Leconte 1854. Synuchus dubius ingår i släktet Synuchus och familjen jordlöpare. Inga underarter finns listade i Catalogue of Life.